# 榮德多賀子
榮德 多賀子（えいとく たかこ、1984年3月10日 - ）は鹿児島県を拠点に活躍する日本の女性ローカルタレントで、MBCタレントの一員。鹿児島県霧島市（旧・姶良郡隼人町）出身。

## 人物
隼人町立日当山中学校、鹿児島県立加治木高等学校、東京家政大学卒。
元ポニーメイツ（31期 - 33期）で、ポニーメイツとしては、2000年以降では珍しい3年活動者でもある。

## 出演番組
現在、産前産後休暇中につきすべての番組を休暇中。
 ラジオ（レギュラー）
- 青だよ!たくちゃん!（土曜13:30 - 16:30）
- 榮德多賀子の「飲ん方盛り上げ隊！」（金曜18:50 - 19:00）
- ポニーのタウン情報

 テレビ（レギュラー）
- てゲてゲ（水曜 19:00～20:00）
- てゲてゲーミング（木曜 24:45～25:05）
- かごしま4（月～金曜 15:49～16:50）住まいる家YEAH!担当

## コマーシャル出演
主に鹿児島県内で放映されるテレビコマーシャルへの出演がある。
- トヨタカローラ鹿児島
- フェリーさんふらわあ
- 株式会社NEO - 野口たくおと共演。当該企業の熊本支店開設に伴い、台詞を薩摩弁アクセントから標準語アクセントでかつ熊本弁に差し替えたバージョンが熊本県内でも放映されていた[2]。